# Hermannia concinnifolia
Hermannia concinnifolia är en malvaväxtart som beskrevs av Verdoorn. Hermannia concinnifolia ingår i släktet Hermannia och familjen malvaväxter. Inga underarter finns listade i Catalogue of Life.